# GRB 221126A
Der Gammablitz GRB 221126A (englisch gamma-ray burst, kurz GRB) wurde am 26. November 2022 im Sternbild Löwe lokalisiert.

## Beobachtung
Um 13:07:29 Uhr UTC wurde GRB 221126A erstmals vom Gammablitz-Aufzeichnungsmodul (Gamma-ray Burst Monitor [GBM]) des Fermi Gamma-ray Space Telescope an der ungefähren Position RA = 09h 33m, DEK = +13° 05' (Epoche J2000.0) registriert, wobei die statistische Messunsicherheit 1,2 Grad beträgt. Diese Meldung führte dazu, dass auch der autonome Gamma-ray Urgent Archiver for Novel Opportunities (GUANO), ein Modul des NASA-Satelliten Swift, den Ausbruch detektierte; ebenso zeigte sich der Gammablitz in den Aufzeichnungen der Satelliten Astrosat und AGILE. Die Daten der Satelliten deuten auf eine Ausbruchdauer von rund sechs bis sieben Sekunden hin.